# Pyrausta rhodoxantha
Pyrausta rhodoxantha là một loài bướm đêm trong họ Crambidae.